# Lijst van voetbalinterlands Chili - Filipijnen (vrouwen)
Deze lijst van voetbalinterlands is een overzicht van alle officiële voetbalinterlands tussen de nationale vrouwenteams van Chili en de Filipijnen. De landen hebben tot nu toe twee keer tegen elkaar gespeeld.

## Wedstrijden
| № | Plaats       | Datum            | Competitie        | Wedstrijd          | Uitslag |
| - | ------------ | ---------------- | ----------------- | ------------------ | ------- |
| 1 | Viña del Mar | 12 november 2022 | Vriendschappelijk | Chili − Filipijnen | 1 − 1   |
| 2 | Santiago     | 15 november 2022 | Vriendschappelijk | Chili − Ecuador    | 1 − 0   |

## Samenvatting
| Competitie        | Totaal gespeeld | Winst Chili | Gelijk | Winst Filipijnen | Doelsaldo Chili – Filipijnen |
| ----------------- | --------------- | ----------- | ------ | ---------------- | ---------------------------- |
| Vriendschappelijk | 2               | 1           | 1      | 0                | 2 − 1                        |
| Totaal            | 2               | 1           | 1      | 0                | 2 − 1                        |

FFCh · A-internationals · Chileens mannenelftal
1991 – 1999 · 2000 – 2009 · 2010 – 2019 · 2020 – 2029
Argentinië ·
Australië ·
Bolivia ·
Brazilië ·
Canada ·
China ·
Colombia ·
Costa Rica ·
Denemarken ·
Duitsland ·
Ecuador ·
Filipijnen ·
Frankrijk ·
Ghana ·
Haïti ·
Hongarije ·
India ·
Italië ·
Jamaica ·
Japan ·
Kameroen ·
Kenia ·
Mexico ·
Nederland ·
Nieuw-Zeeland ·
Oezbekistan ·
Panama ·
Paraguay ·
Peru ·
Portugal ·
Roemenië ·
Rusland ·
Schotland ·
Slowakije ·
Thailand ·
Trinidad en Tobago ·
Uruguay ·
Venezuela ·
Verenigde Staten ·
Wales ·
Zambia ·
Zuid-Afrika ·
Zweden